# Ilias Kafedzis
Ilias Kafedzis (gr.: Ηλίας Καφετζής, I̱lías Kafetzí̱s) – grecki lekkoatleta, który wziął udział w Letnich Igrzyskach Olimpijskich 1896 (Ateny).
Na tych igrzyskach startował w maratonie, jednak nie ukończył go.